# 津野紘菜
津野 紘菜（つの ひろな、1997年7月1日）は、日本の女性タレント、フリーアナウンサー、アイドル。大阪府出身。

## 経歴
大阪府守口市出身
大阪市立高等学校 英語科卒業
京都女子大学文学部国文学科 卒業
- 幼い頃からアナウンサーになるのが夢で資金集めのため高校では部活終わりに焼肉屋さんでアルバイトしていた。[1]
- 高校時代はダンス部に所属しており全国大会出場経験あり。生徒会長もしていた。[1]
- 大学時代は和歌山県有田みかん大使として活動 初の2期連続任命[1]
- 大学では女子フットサルサークルに所属しており、全員と仲が良かったという理由だけでサッカー経験者を差し置いてキャプテンをしていた。[1]
- 地方アナウンサーをするか東京で裏方をするか迷った結果裏方として就職[1]
- 人前で話す夢を諦めきれず退社し、イベントの司会やアナウンスなどの活動をはじめる[1]
- コロナでイベントが減ったことをきっかけに高校時代の友人に推薦され期間限定でアイドルになる[1]
- 半年で選抜メンバーに選ばれ10ヶ月で卒業する[1]
- 『響・Fishfishgirls・オテンキGOのワイワイ釣らせてもらいます』のMCアシスタントとしてレギュラー番組開始[1]

## 人物
- 大阪府守口市出身[1]
- 地元で第2のNSCと呼ばれるお笑い芸人の卒業生が多い梶中学校出身(ますだおかだの増田英彦、桂三度世界のナベアツ、中川家など)[2]
- おじいちゃんっ子で22歳で上京するまではほとんど毎日祖父母宅に遊びに行っていた。[1]
- 祖父母の出身が沖縄で母も兄も顔が濃い。[1]
- 小学校では音楽クラブに所属しドラムを担当していた。[1]
- 中学2年生で漢字検定2級を取得している。[1]
- 高校の文化祭では『シンデレラII』で主役のシンデレラを務め、最優秀賞を受賞した。[1]
- 高校ではGiftedLifeという名前のバンドを組んでおり、ボーカル＆ドラム担当していた。[1]
- 高校生から焼肉屋でアルバイトをしており4年間バイトしていた。アンケートを取りまくり"良かった店員さん”1位になった経験がある。[1]
- 京都大学の文化祭でサークルの企画として揚げアイスの売り子をし2日間で450個売り上げ、歴代の記録を塗り替えた。[1]
- 大学時代にとにかく就活で話せるネタを作るためにバンジージャンプに挑戦した。[1]
- 徒歩移動がすきでiPhoneに搭載されている万歩計がよく3万歩を超える。[1]
- 普通の女の子よりはよく食べる自覚あり。わんこそば150杯、回転寿司60皿、ラーメン6人前、牛丼15人前など。[1]
- ミス道頓堀を決める大会で70点のものまね披露しグランプリをとる。[1]
- お笑い特に漫才やものまねがすきで毎月ライブに行っている。[1]

## 活動
- 大学時代子供向けレースのレースクイーンとしても活動していた過去がある。[1]
- 2019年、2020年、2022年にMusicCircus公式アンバサダーとして活動。[1]
- 二階堂ふみ、 桜井日奈子、 馬場ふみか、 山本舞香など数多くの女優・タレントを輩出してきた伝説のフリーペーパー美少女図鑑。 「横浜美少女図鑑vol.2」の掲載モデルオーディションで審査員特別賞を受賞。掲載2ページと横浜大世界の公式アンバサダーの権利を獲得する。[3][1]
- my route横浜エリアの新動画コンテンツ「#はまリポ」のリポーター[1]
- 横浜大世界CM[1]
- 渋谷クロスFM [1]
- 雪合戦プロモーションモデル[1]
- アイドル時代の自己紹介は「原稿が読めるアイドル！食いしん坊 赤色担当ひゃあちゃんこと津野紘菜です！」[1]
- 自己紹介ソングでは”インテリマルチなひゃあちゃんです”と紹介されていた。[1]

### 趣味
お笑い鑑賞、映画鑑賞、少年マンガ、散歩、ポケモンGO

### 特技
美味しいみかんを選ぶこと、70点ものまね、腕相撲

### 影響を受けた人物
青木隆治
- 小学3年生の頃にみた『ものまねバトル』の青木隆治が初恋。それからずっと大ファンでいつか青木隆治と仕事をすることが夢のひとつ。2011年に発売された青木隆治のアルバム『Lien-リアン-』にて一般応募でのオーディションが行われたコーラス隊に母と参加し、その様子が収録されている。

## 出演

### テレビ番組
- 名医とつながる！たけしの家庭の医学(2017年7月11日-2020年3月17)(不定期出演）
- よ～いドン！（2019年10月5日 - 2020年3月28日 2021年10月9日 -）(不定期出演）
- 夕方ワイド新潟一番（2017年4月3日- 不定期出演）
- マチコミ（2018年4月2日  - 不定期出演)
- ヒロミ・指原の“恋のお世話始めました（2022年11月18日 不定期出演)
- チョコプラインタビュー（2022年6月27日 不定期出演)
- 響・Fishfishgirls・オテンキGOのワイワイ釣らせてもらいます（2023年1月3日 - レギュラー出演)
- ウワサのお客様（2023年4月19日  - 不定期出演)
- "金曜日のスマイルたち”（2024年4月5日  - 不定期出演)

（2023年4月19日  - 不定期出演)
- コムドットって何？ キャバ嬢役

- 水曜日のダウンタウン街裏ぴんく彼女役

- 千鳥のクセすごザ・パンチコント
- 千鳥のクセすご！ふかわりょうコント
- 全力！脱力タイムズ
- サンド石井のニッポン愚痴り話

ミュージックジェネレーション

### ミュージック・ビデオ
- 【クリスマスはホワイトに】ヒロイン役[4]